# Luftguitar
 For alternative betydninger, se Luftguitar (flertydig). (Se også artikler, som begynder med Luftguitar)
En luftguitar er en imaginær guitar, der udelukkende formes ved hjælp af en luftguitarists fantasi, armbevægelser og kropssprog. At spille luftguitar består i at imitere guitarspil på den imaginære guitar til forud indspillet musik, sædvanligvis i genren rock  eller heavy metal-musik. Når der spilles luftguitar, udføres ofte en række ekspressive bevægelser med kroppen og guitarer i en form for dans. 
En oppustelig legetøjsguitar eller en oppustelig guitarlignende ballon benævnes til tider også luftguitar.
At spille på luftguitar er ofte noget, som folk gør for sjov hjemme i det private, hvor der ikke er nogen, som kigger på, men det forekommer også tit på scenen og blandt publikum til rock og metalkoncerter. 
I midten af 90'erne blev det at spille på luftguitar mere og mere accepteret som en kunstform. Det mundede ud i at den finske organisationen AGWC i 1996 startede verdensmesterskaberne i luftguitar.
På trods af verdensmesterskabernes længe eksistens, fandt det første officielle DM i Luftguitar først sted i 2010. Vinderen heraf var Søren Gregersen fra Vejle, som i august måned 2010 blev den første dansker nogensinde til at deltage ved verdensmesterskaberne i Luftguitar. 